# 9447 Julesbordet
9447 Julesbordet è un asteroide della fascia principale. Scoperto nel 1997, presenta un'orbita caratterizzata da un semiasse maggiore pari a 2,7523909 UA e da un'eccentricità di 0,1439430, inclinata di 9,88167° rispetto all'eclittica.